# Prachomety (Toužim)
Prachomety (deutsch Prochomuth) ist eine Siedlung in der Stadt Toužim (Theusing) im Okres Karlovy Vary (Bezirk Karlsbad). Der Ort liegt rund 4 km südwestlich von Toužim. Die Gemarkung umfasst etwa eine Fläche von 6,19 km².

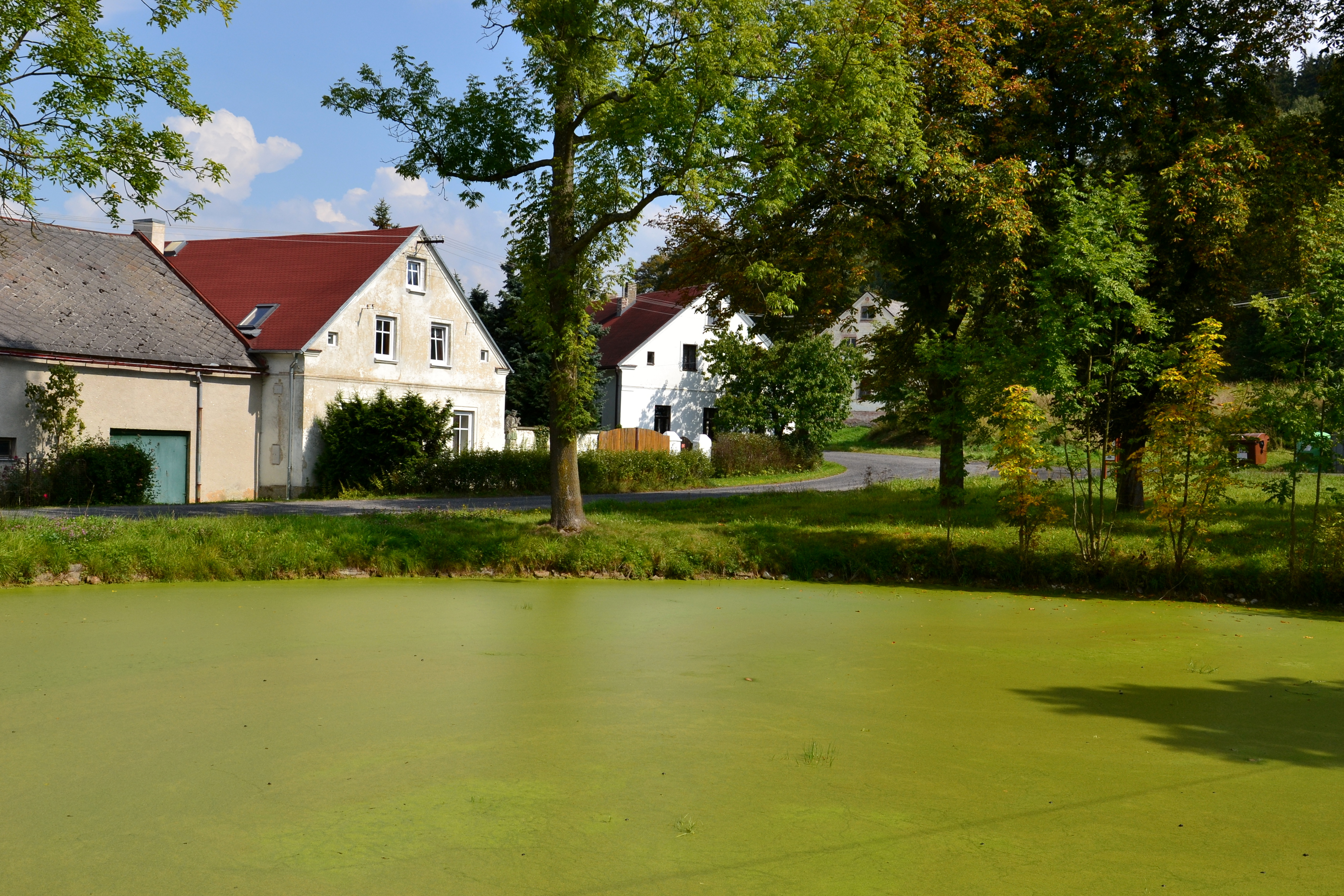
Dorfansicht

## Geschichte
Erstmals erwähnt wurde Prochomuth 1233. 1945 war Prochomuth eine eigene Gemeinde im Landkreis Tepl. Die Einwohnerzahl betrug 2011 63. Die anderen Zahlen stammen von der Internetseite der Stadt.
| Jahr      | 2010 | 2011 | 2015 | 2020 |
| --------- | ---- | ---- | ---- | ---- |
| Einwohner | 64   | 63   | 53   | 55   |
| Häuser    | 44   |      | 44   | 40   |

## Belege
1. ↑  Landkreis Tepl | Deutsche in Böhmen & Mähren. Abgerufen am 18. März 2024.
2. ↑  STATISTICKÝ LEXIKON OBCÍ ČESKÉ REPUBLIKY 2013 Podle správního rozdělení k 1. 1. 2013 a výsledků sčítání lidu, domů a bytů  k 26. březnu 2011 Zpracoval Český statistický úřad ve spolupráci s Ministerstvem vnitra ČR. (PDF) 1. Januar 2013, S. 276, abgerufen am 16. März 2024 (tschechisch).
3. ↑  Prachomety - Prachomety - Oficiální stránky města Toužim. Abgerufen am 18. März 2024.